# Hieracium metaliceps
Hieracium metaliceps es una especie de planta con flor del género Hieracium, de la familia Asteraceae, orden Asterales.

## Distribución
Hieracium metaliceps se distribuye por Suecia.

## Taxonomía
Fue descrita científicamente por Johanss. ex Dahlst.